# Hriszto Markov
Hriszto Gancsev Markov (bolgárul:Христо Ганчев Мaрков; Dimitrovgrad, 1965. január 27. –) olimpiai- és világbajnok bolgár hármasugró.
Az 1980-as évek második felétől minden nagyobb nemzetközi versenyen tudott aranyérmet szerezni. Aktív versenyzői pályafutása után (1997 és 2008 között) a honfitárs Tereza Marinova edzője volt, aki szintén nyert olimpiai bajnoki címet hármasugrásban.

## Egyéni legjobbjai
Szabadtér
| Versenyszám | Eredmény | Hely    | Dátum               |
| ----------- | -------- | ------- | ------------------- |
| Hármasugrás | 17,92 m  | Róma    | 1987. augusztus 31. |
| Távolugrás  | 823 cm   |         |                     |
| Rúdugrás    | 5,40 m   | Pozsony | 1994. június 1.     |

Fedett pálya
| Versenyszám | Eredmény | Hely    | Dátum            |
| ----------- | -------- | ------- | ---------------- |
| Hármasugrás | 17,45 m  | Pireusz | 1988. február 6. |